# There's Nothing Worse Than Too Late
There's Nothing Worse Than Too Late è l'ottavo EP dei Real Friends, pubblicato il 24 febbraio 2023. Si tratta del secondo disco con Cody Muraro come vocalist.

## Tracce
1. Tell Me You're Sorry – 2:48
2. The Damage is Done – 2:58
3. Always Lose – 3:07
4. Six Feet – 3:01
5. I Don't Have To Do That Anymore – 3:19
6. Strangers – 2:47
7. I'm Not Ready – 3:11
8. Tell Me You're Sorry (Acoustic) – 2:50
9. Always Lose (Acoustic) – 3:09

Durata totale: 27:10

## Formazione
- Cody Muraro – voce
- Dave Knox – chitarra
- Eric Haines – chitarra
- Kyle Fasel – basso
- Brian Blake – batteria, percussioni